# شرب الكولايد

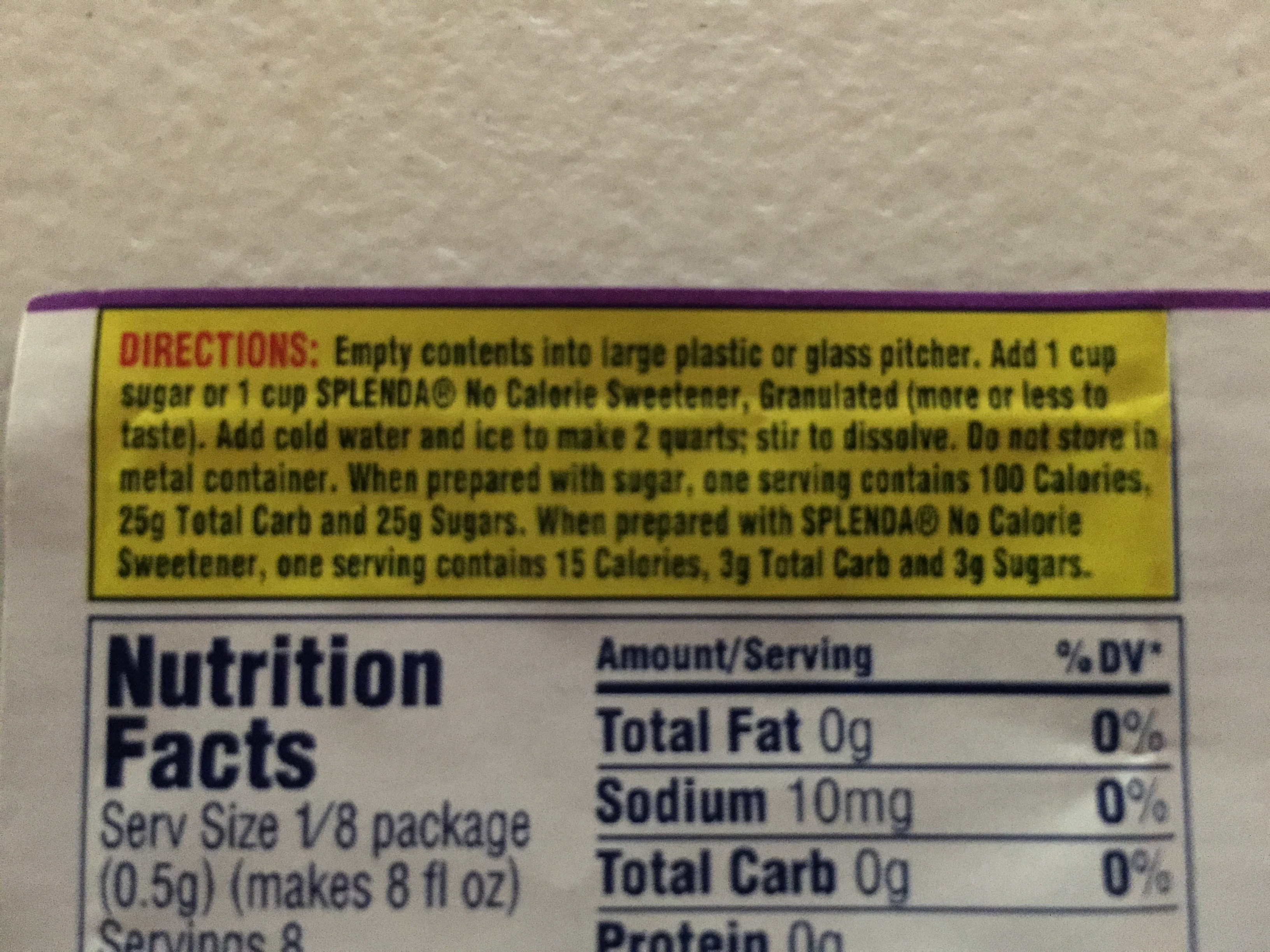

شرب الكولايد (بالإنجليزية: Drinking the Kool-Aid) هو تعبير شائع الاستخدام في الولايات المتحدة ويشير إلى الشخص الذي يفكر بفكرة محكوم عليها بالفشل وخطرة بسبب الاحتمالات الضئيلة للنجاح وهي غالبا ما تحمل دلالة سلبية ولكن يمكن استخدامها أيضًا بقصد السخرية والفكاهة عندما يتقبل الشخص فكرة لا يؤمن بها أو يغير من مبادئه بسبب الشهرة أو الضغط الفردي أو الاقتناع بشيءٍ ما ونرى في السنوات الأخيرة أنها تطورت إلى أبعد من ذلك لتعني التفاني الشديد لقضية أو غرض لدرجة أن المرء «يشرب الكولايد» ويموت من أجل القضية.
هذه العبارة مستمدة من حادثة الانتحار الجماعي في جونز تاون في نوفمبر 1978 في جويانا والتي توفي فيها أكثر من 900 عضو من معبد الشعوب عن طريق شرب مزيج من الشراب المجفف مع جرعة زائدة من السيانيد ومعظمهم انتحروا طواعية بينما البقية أُجبروا على شربه. والشراب المجفف الذي استخدم قد لا يكون بالضرورة كولايد ولكن قد يكون أيضًا العلامة التجارية المنافسة Flavor-Aid حيث إن هذا موضع الشك لأن البلدية كانت تملك المشروبين بين إمدادات التغذية.

## خلفية
في 18 نوفمبر 1978، أمر جونز بقتل أعضاء حزب ليو رايان بعد أن اختار العديد من المنشقين مغادرة الحزب. فيما بعد انتحر سكان البلدة عن طريق شرب مشروب نكهة مع سيانيد البوتاسيوم، وأجبر البعض على شربه، وشربه البعض مثل الأطفال بحسن نية ومات حوالي 918 شخصًا.
يشير من شهد هذا الحدث إلى ان المشروب المستخدم ليس باسم كولايد بل Flavor Aid، وهو منتج أقل تكلفة ورد أنه تم العثور عليه في الموقع. وذكرت شركة كرافت فودس -صانعة الكولايد-، نفس الشيء. وأنه ما يجب وضعه ف عين الاعتبار بخصوص هذه الأحداث أن الإشارة إلى العلامة التجارية كولايد كان بسبب أنها معروفة بين الأميركيين. ولكن صرح بعض الآخرين أنه لا يمكن الجزم بذلك. لأنه من المعروف أن كلتا الماركات كانتا من بين لوازم البلدية: وتظهر لقطات الفيلم داخل المجمع قبل أحداث شهر نوفمبر جونز وهو يفتح صندوقًا كبيرًا تظهر فيه صناديق كل من Flavor Aid وكولايد. تحدث المحققون الجنائيون الذين أدلوا بشهاداتهم في تحقيق جونز تاون عن العثور على حزم من مشروب الكولايد كما قيل أن شهود العيان في الحادث كانوا يتحدثون عن كولايد" ولكن ليس من المؤكد أنهم كانوا يشيرون إلى مشروب الكولايد الفعلي أو أنهم كانوا يستخدمون الاسم بمعنى عام أي أنهم قد كانوا يشيرون إلى أي مشروب نكهة مجفف
نظرًا لأن كلاهما متاح ومتشابه للغاية، فمن الصعب التمييز بين استخدام علامة تجارية واحدة أو كلاهما. قبلها انخرطت المجموعة في العديد من الاختبارات التجريبية باستخدام مشروب غير مسمم.

## الاستخدام
في ديسمبر 1978، قال القس الدكتور ويليام كوفين في المؤتمر للوحدة الأمريكية في باكس كريستي أن التخطيط الأمريكي للحرب النووية والاستعدادات للدفاع المدني كان مثل «تجربة كول-إيد بدون السيانيد»
وفقًا للأكاديمية ريبيكا مور، فإن التماثل الأساسي لجونز تاون والكولايد كان حول الموت والانتحار، وليس الطاعة العمياء. [12] وأقدم مثال من هذا القبيل، اكتشفته من خلال بحث Lexis-Nexis الذي احتوى على بيان من عام 1982 من قبل لين كيركلاند -رئيس الاتحاد الأمريكي للعمل والمنظمات الصناعية- وهو الذي وصف سياسات رونالد ريغان بأنها «اقتصاد جونز تاون»، الذي يعطي كولايد للفقراء والمحرومين والعاطلين عن العمل.
في عام 1984 نُقل عن كليرنس م. بندلتون جونيور -رئيس لجنة الولايات المتحدة للحقوق المدنية - انتقاده قادة الحقوق المدنية جيسي جاكسون وفيرنون جوردان جونيور وبنيامين هوكس عن طريق إجراء تشابه بين الولاء للقيادة السوداء والطاعة العمياء لزعماء جونزتاون: «نحن نرفض أن نقاد إلى حملة جونز تاون السياسية مرة أخرى كما حدث خلال الحملة الرئاسية. لا مزيد من كولايد وجيسي وفيرنون وبنيامين نريد أن نكون أحرارًا»
في عام 1989، أوضح جاك سوليرويتز -المحامي للعديد من مراقبي الحركة الجوية الذين فقدوا وظائفهم في إضراب PATCO 1981- تفانيه في قضيتهم على الرغم من الخسائر المالية الشخصية الكبيرة التي تكبدها بالقول: «كنت المحامي الوحيد الذين أبقى الأبواب مفتوحة أمامهم ، واعتقدت أنني سأحصل على ميدالية ولكن بدلاً من ذلك ، كنت الشخص الذي شرب كأس كولايد»
بدأ الاستخدام الواسع لهذه العبارة بمعناها الحالي في أواخر التسعينيات. في بعض الحالات، بدأت تظهر على ضوء محايد أو حتى إيجابي، مما يعني ببساطة الحماس الكبير. في عام 1998، حدد موقع القاموس الإلكتروني logophilia.com معنى العبارة على النحو التالي: «أن تصبح مؤمنًا قويًا بشيء ما، أو قبول حجة أو فلسفة بكل إخلاص.»
تم استخدام هذه العبارة في عالم الأعمال والتكنولوجيا لتعني التفاني الشديد لشركة أو تقنية معينة. يقول المقال الذي نشر في صحيفة نيويورك تايمز في عام 2000 حول نهاية ثورة دوت كوم: الكلام المتداول عند متاجر الإنترنت في سان فرانسيسكو في هذه الأيام، بأن الشركات خلت من المال، هو فقط الاستمرار في شرب الكولايد، وهو مرجع عديم الذوق وغير مراعي إلى مذبحة جونز تاون.
غالبًا ما يتم استخدام العبارة أو استعارتها في سياق سياسي، وعادةً ما يكون لها تأثير سلبي. في عام 2002، استخدمت أريانا هافينجتون عبارة pass the Kool-Aid, pardner في عمود حول منتدى اقتصادي استضافه الرئيس جورج بوش الابن. في وقت لاحق، استخدم المعلقان ميتشيلانجيلو سينوريل وبيل أورايلي المصطلح لوصف أولئك الذين يرون أنهم يتبعون أيديولوجيات وأفكار معينة ولا يرون سوء الأفكار. وفي خطاب ألقاه عام 2009، أكد رئيس تحرير مجلة نيوزويك جون ميشام استقلاله السياسي بقوله: «لم أشرب مشروب أوباما كولايد العام الماضي.»
في عام 2011، كتبت الكاتبة الصحفية ميغان داوم أن العبارة أصبحت «واحدة من الاتجاهات الاصطلاحية الأكثر شعبية في البلاد»، في الوقت الذي تعاتب فيه من ارتفاع شعبيتها، ووصفت استخدامها بالبشع بل الهجومي. واستشهدت من بين أمور أخرى باستخدامها من قبل الرئيس التنفيذي لشركة ستاربكس هوارد شولتز، الذي قال إنه «شرب الكوليدا مثله مثل أي شخص آخر عن أوباما»، ومجلة يو ويكلي، التي نشرت أثناء الزواج القصير من كيم كارداشيان وكريس همفريز بأن «كريس لا يشرب الكولايد الخاص بكارداشيان.»
في فبراير 2012، فاز مصطلح شرب الكولايد بالمركز الأول في استطلاع على الإنترنت التي أجرته مجلة فوربس كالمثال الأكثر إزعاجًا لمصطلحات الأعمال.".